# 1921 في كندا
فيما يلي قوائم الأحداث التي وقعت خلال عام 1921 في كندا.

## سياسة

### تعيين في المنصب
- 9 ديسمبر – جون إدوارد براونلي عضو الجمعية التشريعية ألبرتا.
- 29 ديسمبر – ويليام كينج رئيس وزراء كندا.

## مواليد

### يونيو
- 3 يونيو – دوروثي باتريك ممثلة كندية.[1]
- 8 يونيو – الكسيس سميث ممثلة كندية.[2]

### أغسطس
- 4 أغسطس – موريس ريتشارد لاعب هوكي جليد كندي.[3]
- 25 أغسطس – مونتي هول[4]

## وفيات

### مايو
- 18 مايو – فرانكلين نايت لين (مواليد 1864) محامي من الولايات المتحدة الأمريكية.[5]

### ديسمبر
- 9 ديسمبر – هربرت جونز (مواليد 1858) سياسي كندي.[6]